# Libertad (EP)
Libertad es un extended play (EP) de dúo de los cantantes mexicanos Christian Chávez y Anahí. Fue lanzado a la venta el 26 de abril de 2011. El EP incluyó la versión original del sencillo «Libertad», el video musical y tres remixes. El tema fue interpretado a dúo por los cantantes en varias ocasiones.

## Antecedentes y lanzamiento
El 22 de marzo del 2011 se lanza el sencillo «Libertad», a dúo con la cantante mexicana Anahí, a la venta a través de descarga digital. El 12 de abril de 2011 se lanza a través de descarga digital la versión EP (deluxe edition) de Libertad, que contiene el video del sencillo, la canción a dueto con Anahí y tres versiones remix del tema. El 26 de abril de 2011 se lanza la versión EP de Libertad, que contiene la canción original y tres versiones remix, a la venta en descarga digital.
La canción fue escrita por el propio Christian Chávez en colaboración con Samuel Parra "Samo", integrante de la banda mexicana Camila. La grabación se realizó junto con su excompañera de RBD, Anahí, sobre lo que comentó «A Anahí la conozco desde mucho tiempo antes de RBD y el cariño y el respeto que yo siento por ella profesionalmente es muy grande; yo quería a una persona que representara esa libertad, que representara lucha y a mí Anahí se me hace una luchadora en la vida por muchos aspectos que ha superado».

## Lista de canciones
- Edición estándar

| Libertad — EP |                                       |                        |          |  |
| N.º           | Título                                | Escritor(es)           | Duración |  |
| 1.            | «Libertad»                            | Samo, Christian Chávez | 3:50     |  |
| 2.            | «Libertad» (Oscar Velázquez Remix)    | Samo, Christian Chávez | 4:54     |  |
| 3.            | «Libertad» (Oscar Velázquez Club Mix) | Samo, Christian Chávez | 9:10     |  |
| 4.            | «Libertad» (Oscar Velázquez Dub Mix)  | Samo, Christian Chávez | 7:22     |  |

- Edición deluxe

| Libertad — EP (Deluxe Edition) |                                       |          |  |
| N.º                            | Título                                | Duración |  |
| 1.                             | «Libertad»                            | 3:50     |  |
| 2.                             | «Libertad» (Oscar Velázquez Remix)    | 4:54     |  |
| 3.                             | «Libertad» (Oscar Velázquez Club Mix) | 9:10     |  |
| 4.                             | «Libertad» (Oscar Velázquez Dub Mix)  | 7:22     |  |
| 5.                             | «Libertad» (Video Explicit)           | 4:26     |  |

## Créditos y personal
Créditos por Libertad:

### Personal
| - Composición – Samuel Parra, Christian Chávez - Producción – Sebastian Jácome - Artista Primaria – Anahí, Christian Chávez - Coros – Antonio Rayo, Natalie Fernadez, Sebastian Jácome - Ingeniería de sonido – Sebastian Jácome, Bryan Waveman, Patricio Pavez - Mixing – Robert Orton - Masterización – Chris Gehringer - Remix – Oscar Velázquez |

## Historial de lanzamiento
- Edición estándar

| País | Fecha               | Formato          | Ref.        |
| ---- | ------------------- | ---------------- | ----------- |
|      | 19 de abril de 2011 | Descarga digital | [ 1 ] [ 4 ] |

- Edición deluxe

| País | Fecha               | Formato          | Ref.  |
| ---- | ------------------- | ---------------- | ----- |
|      | 12 de abril de 2011 | Descarga digital | [ 7 ] |